# Hirtenbach (Elsava)
Der Hirtenbach ist ein linker Zufluss der Elsava im Landkreis Aschaffenburg im bayerischen Spessart.

## Geographie

### Verlauf
Der Hirtenbach entspringt dem Wasenbrunnen im Ortsbereich von Heimbuchenthal und läuft westlich. Er ist von seiner Quelle bis zur Mündung komplett verrohrt. In der Nähe der St. Martinuskirche fließt er in den linken Arm der Elsava.
Die Bachquelle liegt in einem Talsystem, das sich um deutlich mehr als die Bachlänge bergwärts fortsetzt. Das Einzugsgebiet umfasst etwa 3,8 km², sein mit 478 m ü. NN höchster Punkt auf der Zeugplatte liegt an seiner Nordostspitze über dem Ende des längsten Obertals.  

### Flusssystem Elsava
- Fließgewässer im Flusssystem Elsava

## Einzelnachweise

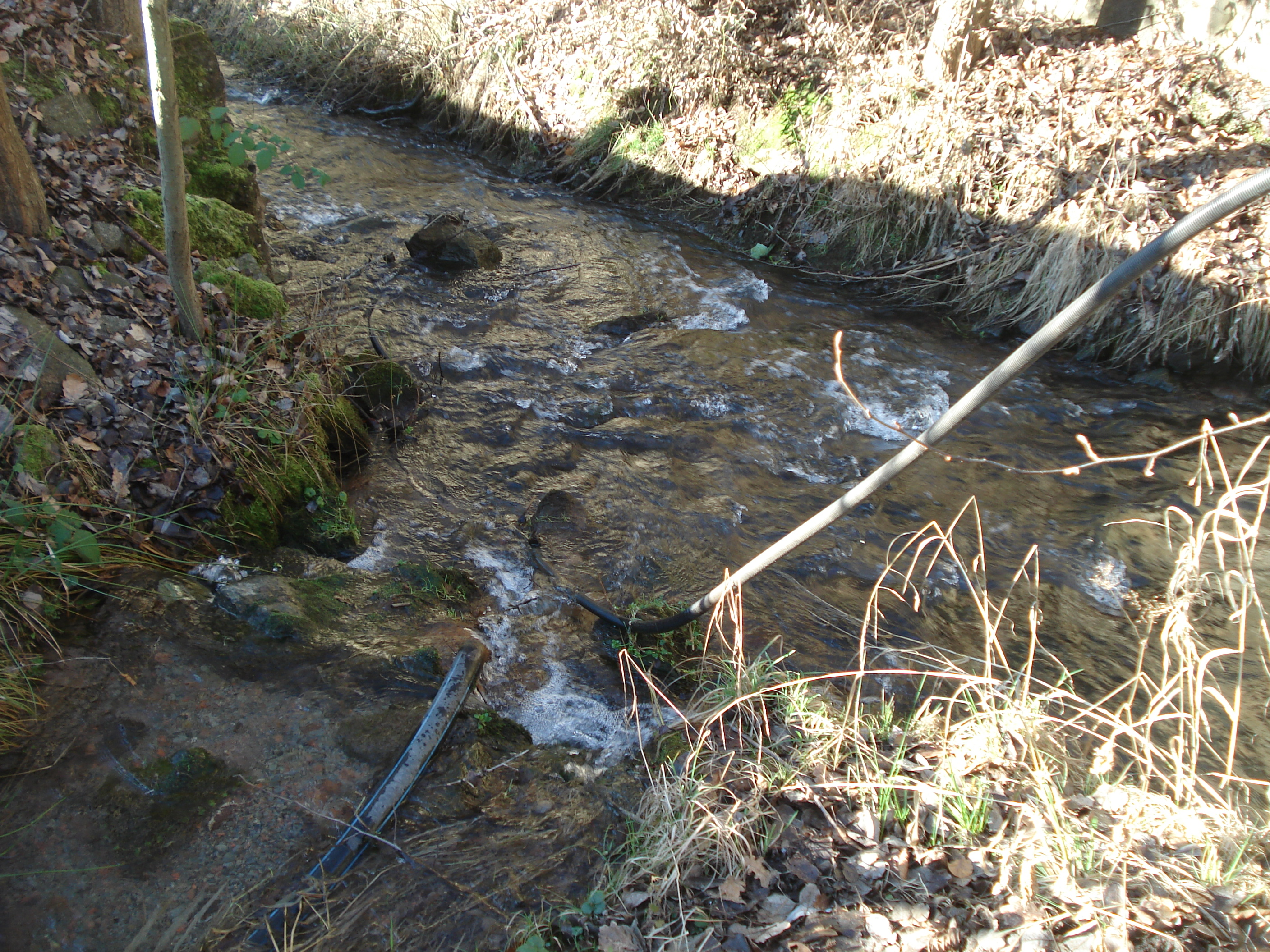
Der Hirtenbach (vorne) mündet in den linken Arm der Elsava (von rechts nach links)